# Дипразеодимгептакобальт
Дипразеодимгептакобальт — бинарное неорганическое соединение
празеодима и кобальта
с формулой Co7Pr2,
кристаллы.

## Получение
- Сплавление стехиометрических количеств чистых веществ:

{\displaystyle {\mathsf {2Pr+7Co\ {\xrightarrow {1118^{o}C}}\ Co_{7}Pr_{2}}}}

## Физические свойства
Дипразеодимгептакобальт образует кристаллы
гексагональной сингонии,
пространственная группа P 63/mmc,
параметры ячейки a = 0,5058 нм, c = 2,4470 нм, Z = 4,
структура типа дицерийгептаникеля Ni7Ce2
.
Имеется высокотемпературная полиморфная модификация
тригональной сингонии,
пространственная группа R 3m,
параметры ячейки a = 0,5060 нм, c = 3,643 нм, Z = 6,
структура типа диэрбийгептакобальт Co7Er2
.
Фазовый переход происходит в интервале температур 700÷1050°C.
Соединение образуется по перитектической реакции при температуре 1118°C.